# Lles de Cerdanya
Lles de Cerdanya (abans simplement Lles, fins al 1994) és un municipi de la comarca de la Baixa Cerdanya. Inclou l'entitat municipal descentralitzada d'Arànser.
Disposa de dues estacions d'esquí de fons: l'Estació de Lles i l'Estació d'Arànser.
La seva festa major recau per Sant Pere, patró de la població.

## Etimologia
El topònim d'origen iber té un significat descriptiu : abisme, precipici,.. i se'n troben evidències a la llengua basca – darrer vestigi de la Cultura preromana- en paraules com leze, leta, o les, amb els significats esmentats. Se suposa que l'actual emplaçament del poble és - com a mínim - el tercer, en la llarga recerca dels seus habitants, per trobar un indret òptim en tot els sentits – per a viure, per a defensar-se,.. - fins que decideixen assentar-se en aquest punt assolellat i relativament planer.

## Geografia
- Llista de topònims de Lles de Cerdanya (Orografia: muntanyes, serres, collades, indrets..; hidrografia: rius, fonts...; edificis: cases, masies, esglésies, etc). Vista aèria del nucli urbà de Lles de Cerdanya, amb camps de pastura al voltant del poble i l'esglèsia de Sant Pere de Lles a la dreta de la imatge.

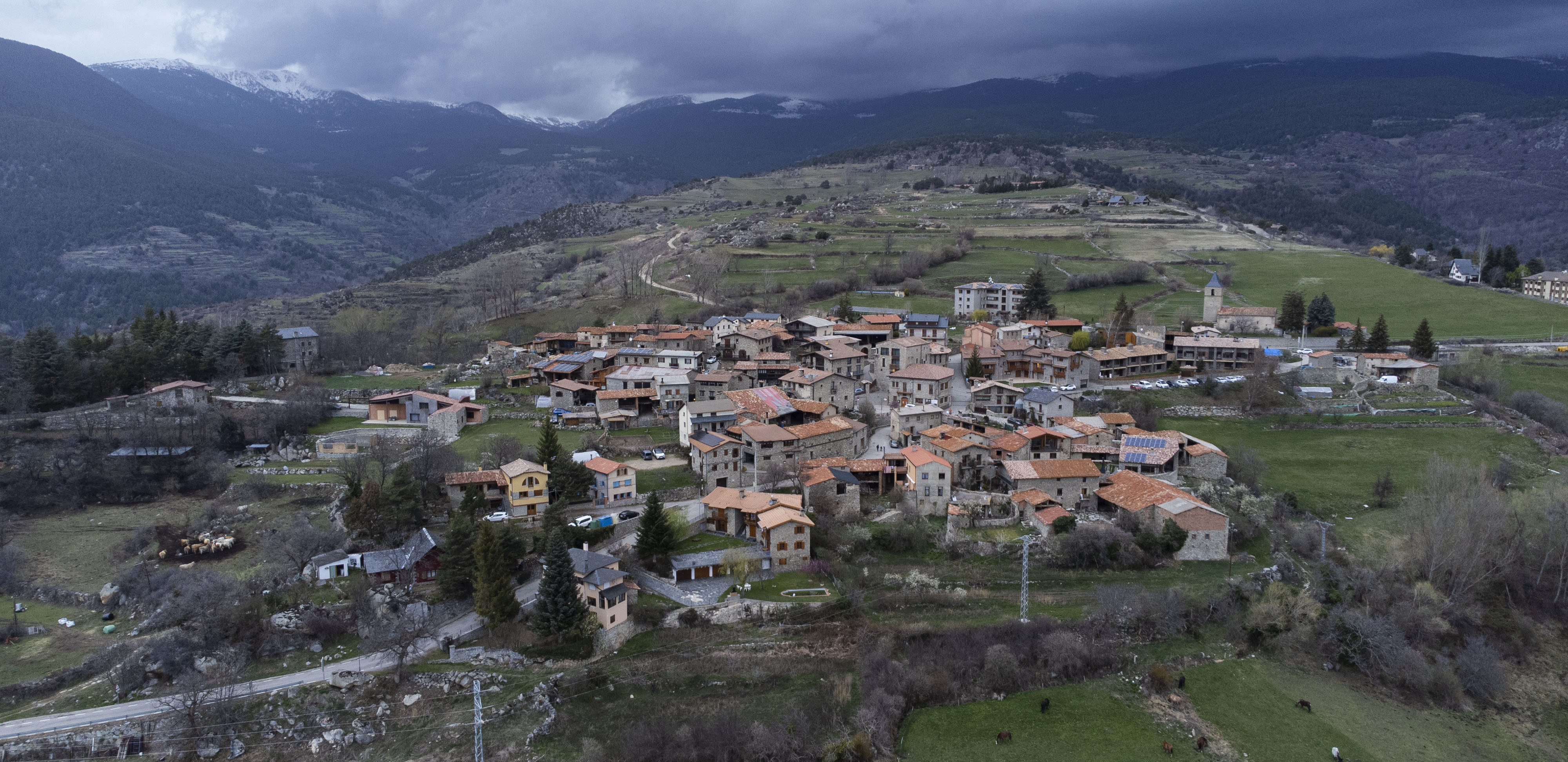
Vista aèria del nucli urbà de Lles de Cerdanya, amb camps de pastura al voltant del poble i l'esglèsia de Sant Pere de Lles a la dreta de la imatge.

## Demografia
| Entitat de població | Habitants (2023) |
| Lles de Cerdanya    | 120              |
| Músser              | 52               |
| Travesseres         | 50               |
| Arànser             | 48               |
| Viliella            | 22               |
| Font: Idescat       |                  |

| 1497 f | 1515 f | 1553 f | 1717 | 1787 | 1857  | 1877  | 1887  | 1900 | 1910 |
| ------ | ------ | ------ | ---- | ---- | ----- | ----- | ----- | ---- | ---- |
| 30     | 24     | 44     | 502  | 442  | 1.304 | 1.123 | 1.049 | 871  | 833  |

| 1920 | 1930 | 1940 | 1950 | 1960 | 1970 | 1981 | 1990 | 1992 | 1994 |
| ---- | ---- | ---- | ---- | ---- | ---- | ---- | ---- | ---- | ---- |
| 813  | 644  | 593  | 573  | 588  | 474  | 324  | 307  | 301  | 301  |

| 1996 | 1998 | 2000 | 2002 | 2004 | 2006 | 2008 | 2010 | 2012 | 2014 |
| ---- | ---- | ---- | ---- | ---- | ---- | ---- | ---- | ---- | ---- |
| 291  | 299  | 288  | 270  | 246  | 227  | 263  | 268  | 269  | 260  |

| 2016 | 2018 | 2020 | 2022 | 2024 | 2026 | 2028 | 2030 | 2032 | 2034 |
| ---- | ---- | ---- | ---- | ---- | ---- | ---- | ---- | ---- | ---- |
| 247  | 255  | 270  | 286  | 285  | -    | -    | -    | -    | -    |

El 1553 incorpora Embret; el 1717, el Vilar de Lles i Viliella; el 1857, Coborriu de la Llosa i Travesseres; el 1966, Músser i Arànser.

## Política i administració
- Altres alcaldes de Lles han estat:[2]
- Legislatura 1979-1983: Joan Capdevila i Munt (independent)
- Legislatura 1987-1991: Ramon Sellés i Rubinat (CiU)
- Legislatura 1991-1995: Andreu Grau i Ginesta (Altres)
- Legislatura 1995-1999: Andreu Grau i Ginesta (CiU)
- Legislatura 1999-2003: Andreu Grau i Ginesta (CiU)
- Legislatura 2003-2007: Ramon Sellés i Servat (Altres)
- Legislatura 2007-2011: Lídia Brugulat i Visa (Altres)
- Legislatura 2011-2015: Lídia Brugulat i Visa (PSC-PM)
- Legislatura 2015-2019: Andreu Grau i Ginesta (CiU)
- Legislatura 2019-...: Daniel Olivera i Aguilà (Independents per Lles de Cerdanya - Acord Municipal)

## Llocs d'interès
- Església de Sant Fructuós de Músser. Romànica del segle xi-xii
- La Tossa plana de Lles que té una altura de 2.916 m que és la muntanya més alta de la baixa Cerdanya.
- Els encants dels pobles de tot el municipi
- Els espais naturals i muntanyes del voltant
- Sant Pere de Lles, s.XII
- Rocaviva. Un laberint màgic prop de Músser.
- L'Avetar[3] i la Bassa de Comabella (Ruta dels Estanys Amagats)[4]

## Persones il·lustres
- Bernat de Travesseres (- 1260), frare i beat dominic